# 酢酸マンガン(II)
酢酸マンガン(II) （さくさんマンガン に）は、化学式 Mn(OCOCH3)2 で表される化合物である。乾燥剤、触媒、肥料として利用される。

## 反応
酸化マンガン(II,III) や炭酸マンガン(II) と酢酸の反応によって得られる。
{\displaystyle {\ce {Mn3O4\ + 2CH3COOH -> Mn(CH3COO)2\ + Mn2O3\ + H2O}}}
この反応で酸化マンガン(II,III) を用いると、酸化マンガン(III) が副生物として生成する。無水物を作る必要がある場合、硝酸マンガン(II) と無水酢酸を反応させれば得られる。